# あさげ

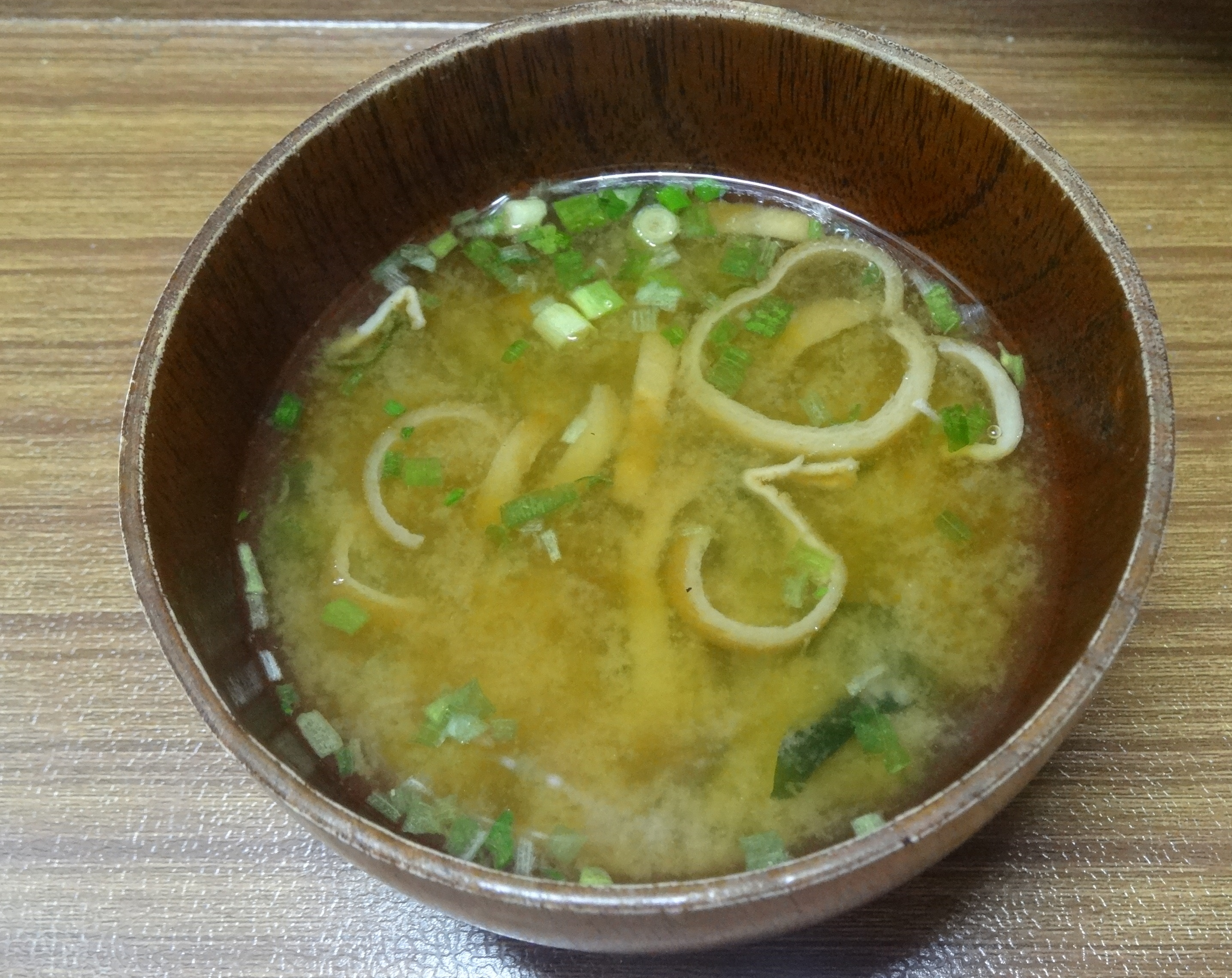
あさげ

あさげは、永谷園が開発・発売している即席味噌汁の名称、および登録商標（第2127836号ほか）、シリーズ。永谷園の主力商品である。CMでの「うまいねえ、これでインスタントかい？」という5代目柳家小さんの台詞で知られる。商品名の「あさげ」は朝食を意味する「朝餉（あさげ、「餉（げ）」はご飯や食事を意味する）」が由来。

## 概要
フリーズドライ製法を使用したインスタント味噌汁で、『あさげ』・『ゆうげ』・『ひるげ』の3ブランドが存在する。具材は板麩・わかめ・ネギを使用し、みそは『あさげ』は米みそのブレンド、『ゆうげ』は白みそ、『ひるげ』は豆みそ（赤だし）を使用している。
名古屋テレビのローカルワイド番組「ドデスカ!」の2015年（平成27年）8月5日放送分で、取材に応じた永谷園は「3種類の販売割合は『あさげ』60％『ゆうげ』30％『ひるげ』10％となっており、『ひるげ』は東海地方のみの販売となっている」としているが、当該商品の公式サイトにおいて、『ひるげ』が地域限定商品であるとする事実はない。
発売から売り上げトップを走っており、2012年（平成24年）度の売り上げは99億円で即席みそ汁市場でトップ、シェアは18.5％と2位の旭松食品『生みそずい』の32億円、シェア6.1％を大きく引き離している。

## 歴史
即席みそ汁は1960年代から発売されていたものの、熱風乾燥を使用したもので味は落ちていた。永谷嘉男は、おいしい味噌汁を販売すれば、ヒットすると考えていた。そこで能登原隆史をプロジェクトリーダーに据え、開発を開始。従来商品にあった乾燥臭を取り、生みその風味に近づけるために、全国のみそを取り寄せるが、乾燥臭はとれず、当時、インスタントコーヒーに使用されていたフリーズドライ製法に注目。それにより風味の再現に成功するが、製造コストが上がった。そこで、高級感を出すために今まで名前のなかった即席みそ汁に『あさげ』と名付けた。当時の即席みそ汁1食10円に対して1食20円を想定していたが、発売前にオイルショックが発生し、さらに製造コストが高騰、1食40円となる。
1974年（昭和49年）2月『あさげ』を発売。能登原は一度味わえば、うまさがわかると考え、全国で試食販売等を行い味をアピールする。同時にCMでは落語家の5代目柳家小さんと子役の高田とも子を起用し小さんの「おいしいね」という台詞に対して、高田の「まだ飲んでないもん」と返すいうコミカルなCMを放送した。のちにこのCMは1975年度のACC賞を受賞している。『あさげ』は風味で他社製品に対して優位に立ち、初年度には14億円、翌年には36億円を売り上げるヒット商品となる。他社が追随できないように1975年（昭和50年）6月に『ゆうげ』、1976年（昭和51年）2月に『ひるげ』を発売。
その後1981年（昭和56年）に旭松食品が生みそタイプの即席みそ汁『生みそずい』を発売し、ヒットする。永谷園も1985年（昭和60年）に『あさげ』シリーズの生みそタイプの商品を発売し、追従する。1988年（昭和63年）にはカップタイプ、1993年（平成5年）に弁当用タイプと商品を投入。1995年（平成7年）日本食糧新聞社の第14回 食品ヒット大賞『ロングセラー賞』受賞。2004年（平成16年）には、中国名『朝餉味噌湯』として中国に進出している。2007年（平成19年）に生みそタイプで麦麹を使用した『あさげ 麦みそ』を発売。粉末タイプでは鰹節をみそに練りこむというリニューアルを行う。2016年（平成28年）1月21日
シリーズ初となる『あさげ減塩』発売。

## 商品一覧
あさげ
- 生みそタイプみそ汁 あさげ
- カップ入生みそタイプみそ汁 あさげ
- カップ入生みそタイプみそ汁あさげ とん汁
- カップ入生みそタイプみそ汁あさげ 長ねぎとわかめ
- カップ入生みそタイプみそ汁あさげ たっぷり野菜
- 生タイプみそ汁あさげ 徳用10食入
- 生みそタイプみそ汁 あさげ減塩 徳用10食入

ひるげ
- 生みそタイプみそ汁 ひるげ
- 生タイプみそ汁ひるげ 徳用10食入
- カップ入生みそタイプみそ汁 ひるげ

ゆうげ
- 生みそタイプみそ汁 ゆうげ
- 生タイプみそ汁ゆうげ 徳用10食入
- カップ入生みそタイプみそ汁 ゆうげ